# Liste de routes du Bangladesh

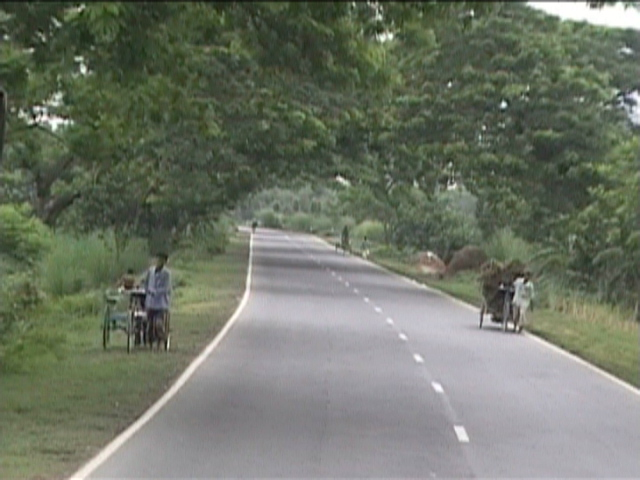
La nationale 1

Cet article dresse la liste des routes nationales du Bangladesh. Les routes portent la désignation N et ont une longueur totale de 3492,01 km. Les routes régionales portent la désignation R, d'une longueur totale de 4253,76 km, et les routes locales, la désignation Z.

## Liste de routes nationales
| Nom  | Parcours                                | Longueur |
| ---- | --------------------------------------- | -------- |
| N1   | Dhaka – Teknaf                          | 450 km   |
| N2   | Dhaka - Jaflong                         | 450 km   |
| N3   | Dhaka – Mymensingh                      | 130 km   |
| N4   | Joydebpur – Jamalpur                    | 153 km   |
| N5   | Dhaka – Tentulia – Frontière indienne   | 480 km   |
| N6   | Kashinathpur - Râjshâhî                 | 147 km   |
| N7   | Daulotdia-Ferry – Mongla                | 270 km   |
| N8   | Dhaka – Patuakhali                      | 260 km   |
| N102 | Sharail – Mainamati                     | 94 km    |
| N103 | Ghaturia – Kuatali                      | 5 km     |
| N104 | Feni – Somapur                          | 50 km    |
| N105 | Kadda – Madanpur                        | 48 km    |
| N106 | Chittagong – Rangamati                  | 80 km    |
| N107 | Manashertek – Boalkhali                 | 16 km    |
| N108 | Satkania – Bandarban                    | 22 km    |
| N109 | Contournement de Ramu                   | 4 km     |
| N110 | Cox's Bazar – N1                        | 6 km     |
| N204 | Jagadishpur – Chunarughat – Shaistaganj | 37 km    |
| N205 | Chandipool – Sylhet                     | 2 km     |
| N206 | Sylhet – Nayerpool                      | 1 km     |
| N207 | Mirpur – Sherpur                        | 120 km   |
| N208 | Moulvibazar – Sylhet                    | 60 km    |
| N209 | Contournement de Sylhet                 | 11 km    |
| N301 | Progoti Smarini – Debogram              | in Bau   |
| N302 | Tongi – Baipayl                         | 24 km    |
| N309 | Khagdahar – Mymensingh                  | 13 km    |
| N401 | Madhupur – Mymensingh                   | 47 km    |
| N404 | Tangail                                 | 6 km     |
| N405 | Elenga – Hatikamrul                     | 41 km    |
| N501 | Mirpur – Dhour                          | 14 km    |
| N502 | Natore – Bogra                          | 70 km    |
| N503 | Uthali – Aricha                         | 3 km     |
| N504 | Kashinathpur – Nagarbari                | 5 km     |
| N505 | Baderhat – Kabirhat                     | 3 km     |
| N506 | Mordern – Kurigram                      | 59 km    |
| N507 | Hatikamrul – Banpara                    | 51 km    |
| N508 | Beldanga – Dinajpur                     | 16 km    |
| N509 | Baranari – Patgram – Frontière indienne | 101 km   |
| N510 | Bogra – Tinmatha                        | 3 km     |
| N511 | Berulia – Yearpur                       | 10 km    |
| N513 | Baderhat – Khayerchar                   | 11 km    |
| N514 | Banani – Matidali                       | 8 km     |
| N515 | Shahjanpur – Matidali                   | 17 km    |
| N516 | Santahar – Nogaon                       | 40 km    |
| N517 | Lalnag – Rangpur                        | 8 km     |
| N518 | Saidpur                                 | 4 km     |
| N602 | Harispur – Chawk Bidaynath              | 6 km     |
| N603 | Belpukur – Kashiadanga                  | 21 km    |
| N604 | Pabna – Gaspara                         | 5 km     |
| N702 | Magura (en) – Jessore                   | 44 km    |
| N703 | Jhenaidah – Hamdah                      | 2 km     |
| N704 | Dasuria – Jhenaidah                     | 82 km    |
| N705 | Dasuria – Ruppur                        | 14 km    |
| N706 | Jessore – Benapole – Frontière indienne | 40 km    |
| N707 | Palbari – Murail                        | 3 km     |
| N708 | Palbari – Monihar                       | 3 km     |
| N709 | Phultala – Kudir Battala                | 26 km    |
| N711 | Rocade de Benapole                      | 1 km     |
| N803 | Goalchamot – Faridpur                   | 8 km     |
| N804 | Alipur – Bhanga                         | 30 km    |
| N805 | Bhanga – Mollahat                       | 85 km    |
| N806 | Bhatiapara – Kalna Ferryghat            | 3 km     |
| N809 | Barisal – Lakshmipur                    | 50 km    |